# 山手病院
山手病院（やまてびょういん、英語: Bluff Hospital）は、横浜市中区山手町に存在した病院。外国人居留地に住む住民のために1863年に建てられ、1982年まで診療を続けていた。現在は土地の一部がザ・ブラフ・メディカル＆デンタル・クリニックとして診療を行なっている。

## 沿革
- 1863年 - 外国人居留地に住む住民のために山下町88番地に開設。当初の名前はThe Yokohama Public Hospitalだった。
- 1867年 - 名称がThe Yokohama General Hospitalに変更される。
- 1923年 - 関東大震災により倒壊。新施設の建設まで仮設の病院で診療を続ける。
- 1937年 - 山手町81、82番地に病院が再建される。
- 1944年 - 太平洋戦争の激化により、山手地区が外人立入禁止地区となる。病院施設は横須賀海軍病院が使用した。
- 1945年 - 太平洋戦争が終結。進駐軍の接収により名称が正式にThe Bluff Hospital となる。
- 1982年 - 山手病院が廃院となる。

## ザ・ブラフ・メディカル＆デンタル・クリニック
ザ・ブラフ・メディカル＆デンタル・クリニックは山手病院の跡地で診療を行う医療機関。英語と日本語による診療を行なっている。

### 診療科
- 内科
- 総合診療科
- 歯科
  - 一般歯科
  - 小児歯科
  - 予防歯科
  - 審美歯科

### アクセス
- みなとみらい線「元町・中華街駅」から徒歩10分
- JR根岸線「石川町駅」から徒歩15分